# Kecsege
A kecsege (Acipenser ruthenus) a csontos halak (Osteichthyes) főosztályának a sugarasúszójú halak (Actinopterygii) osztályába, ezen belül a tokalakúak (Acipenseriformes) rendjébe és a valódi tokfélék (Acipenseridae) családjába tartozó faj.
A Haltani Intézet interneten lezajlott közönségszavazása alapján a 2015-ös év halának választották meg.

## Előfordulása
A Fekete-tenger, az Azovi-tenger, a Kaszpi-tenger vízgyűjtő területén, az Északi Jeges-tengerbe ömlő folyók közül az Ob-Irtis-Jenyiszej vízrendszerében honos. A Dunában és nagyobb mellékfolyóiban egészen Bajorországig előfordul. A Tiszában  honos  fajta.

## Megjelenése
Testhossza az 1 métert is elérheti, testtömege 6-7 kilogramm közötti. 11-17 hátvértje megnyúlt, hátrafelé irányuló hegyben végződik. A 60-70 apró oldalvért tetőcserép módjára fedi egymást; a hasvértek száma 10-18. Teste karcsú, orra keskeny, hosszú, gyengén felfelé hajló. Négy rojtozott bajuszszála viszonylag hosszú, lesimítva eléri a felső ajkat. Mellúszója nagy és erős, a hátúszó a farokhoz közel, a farok alatti úszó fölött helyezkedik el. A  testének nagyobb része sötétbarna, szürkésbarna vagy feketésbarna, esetleg zöldes vagy kékes árnyalattal. A hasa sárga vagy vörhenyes fehér színű. Vértjei elefántcsont színűek.

## Életmódja
A homokban, iszapban élő rovarlárvákkal, apró csigákkal, kishalakkal és növényi törmelékkel táplálkozik. Télre a kecsegék nagy csapatokban a meder mélyebb gödreibe húzódnak. Az ivarérettséget a hímek 4-5, a nőstények csak 5-6 éves korban érik el.

## Szaporodása
Május-júniusban az áramló vízben kavicspadokon ívik. Egy-egy ikrás életkorától függően 5000-100 000 darab szürkésfehér színű ikrát rak, átmérőjük ~ 1,5-2,0 mm. A lárvák 4-5 nap alatt kelnek ki és megkezdik a Fekete-tenger felé vándorlást, de a tengert nem érik el, visszafordulnak. Ezt a vándorlási formát "imitált migratio"-nak hívják. A kecsege a régmúltban tengeri hal volt, és ennek bélyegeit a mai napig is hordozza.

## Kecsege hibridek
- Huso huso (viza) X Acipenser ruthenus (kecsege) = Vicsege

Lényeges eltérés a kecsegétől: a bajuszszálak nem érik el a szájnyílást!
A tenyészanyagot 1970-ben, a volt Szovjetunióból importálták. Tenyésztésük rendszeressé vált a százhalombattai Temperáltvízű Halszaporító Gazdaságban (TEHAG), majd a tenyészanyag-beszerzés „akadályozottsága” miatt megszűnt a tenyésztésük. (A TEHAG végleg megszűnt 2008 elején.)
- Acipenser baerii (szibériai tok) X Acipenser ruthenus (kecsege) = Szicsege

Igazi magyar „találmány” a szicsege, amelyet a szarvasi Haltenyésztési Kutató Intézetben (HAKI) e két faj közti sikeres mesterséges keresztezéssel jött létre. Az 'új hibrid kromoszómaszáma sem az anyai, sem az apai kromoszómaszámmal nem egyezik, steril hibridek.